# 宋小濂
宋 小濂（そう しょうれん）は清末民初の政治家。中華民国の初代黒竜江省都督である。字は鉄梅、友梅。

## 事績
清朝の国子監生。黒竜江将軍文案、候補知府、ハルビン鉄路交渉局総弁、海倫同知、フルンボイル副都統などを歴任した。1911年（宣統3年）、黒竜江布政使に昇進し、あわせて署黒竜江巡撫となった。
中華民国建国後の1912年（民国元年）3月、初代黒竜江省都督に任命された。翌民国2年（1913年）、同省民政長を兼任した。同年8月、辞職し、参政院参政に異動した。後に中東鉄路督弁に就任している。1922年（民国11年）1月、辞任した。
1926年（民国15年）1月、病没。享年64。

## 注
1. ↑  徐友春主編『民国人物大辞典 増訂版』764頁による。Who's Who in China 3rd ed, The China Weekly Review (Shanghai),p.698は、1864年とする。